# Gerald Regan
Pour les articles homonymes, voir Regan.
Gerald Augustine Paul Regan, né le 13 février 1928 à Windsor en Nouvelle-Écosse et mort le 26 novembre 2019 à Halifax en Nouvelle-Écosse, est un homme politique canadien, Premier ministre libéral de la province de Nouvelle-Écosse de 1970 à 1978.
Il siège à la Chambre des communes de 1963 à 1965 et de 1980 à 1984, où il fait partie du Cabinet de Pierre Trudeau, occupant les postes de ministre du Travail, ministre du Sport amateur, secrétaire d'État du Canada, ministre du Commerce extérieur et ministre de l'Énergie, des Mines et des Ressources.

## Biographie
Gerald Regan a été élu pour la première fois à la Chambre des communes lors des élections fédérales de 1963. Il a démissionné de son siège en 1965 après avoir été nommé chef du Parti libéral de la Nouvelle-Écosse. Regan est entré à l'Assemblée législative de la Nouvelle-Écosse en 1967. Il y est le chef de l'opposition, et en tant que tel combat de façon agressive la politique menée par le gouvernement du premier ministre George Isaac Smith. En 1969, il fait ainsi de l'obstruction systématique pendant de quatorze heures contre les projets du gouvernement d'augmenter la taxe de vente.
Les libéraux de Gerald Regan ont formé un gouvernement minoritaire en 1970 et ont été réélus à la majorité en 1974.
En tant que premier ministre de Nouvelle-Écosse, Gerald Regan a soutenu l'industrialisation et le développement du gaz et du pétrole en mer. Son premier gouvernement a modifié le code du travail de la province afin d'empêcher les tribunaux de prononcer des injonctions afin d'empêcher les piquets de grève dans les conflits du travail, et le bureau de l'ombudsman provincial a été créé. Au cours de son second mandat, le gouvernement Regan a nationalisé le service public d'électricité de Nouvelle-Écosse, Light and Power (en), et a consolidé l'approvisionnement en électricité de la Nova Scotia Power Corporation. Un plan massif de développement de l'énergie marémotrice dans la baie de Fundy a également été annoncé.
Son gouvernement perd les élections au profit de John Buchanan du Parti progressiste-conservateur lors de élections générales de 1978, en partie en raison de l'effet du choc pétrolier sur l'économie.
Gerald Regan est revenu à la Chambre des communes fédérale après les élections fédérales de 1980 et a été nommé ministre du Travail et ministre d'État du Commerce international au sein du cabinet du premier ministre Pierre Trudeau. Regan a été défait avec le gouvernement libéral aux élections de 1984. Il part alors travailler dans le secteur privé.
En mars 1995, Gerald Regan est accusé de délits de nature sexuelle sur treize femmes, la plus jeune âgée de 14 ans. Il est acquitté en 1998